# Kanstantsin Klimjankow
Konstantin Klimjankow (Wit-Russisch: Канстанцін Клімянкоў) (Minsk, 3 augustus 1989) is een Wit-Russisch wielrenner die anno 2018 rijdt voor Minsk Cycling Club. In 2010 eindigde hij als derde op het Wit-Russische kampioenschap voor eliterenners.

## Belangrijkste overwinningen
2011
4e etappe Toscana-Terra di ciclismo
2016
4e etappe Ronde van Servië

## Ploegen
- 2012 –  Continental Team Astana
- 2013 –  Atlas Personal-Jakroo
- 2014 –  Amore & Vita-Selle SMP
- 2015 –  Minsk Cycling Club
- 2016 –  Minsk Cycling Club
- 2017 –  Minsk Cycling Club
- 2018 –  Minsk Cycling Club

Bazjkow · Ivasjkin · Karaljok · Klimjankow · Moezytsjkin · Papok · Ramanaw · Samojlaw · Sjemetaw · Sjoemaw · Sobal · Strokaw · Vorganov